# 相川広秋
相川 広秋（あいかわ ひろあき、1903年（明治36年）1月1日 - 1962年（昭和37年）1月27日）は、昭和期の日本の水産学者。

## 経歴・人物
1925年（大正14年）、東京帝国大学農学部水産学科を卒業後、農林省（現 農林水産省）水産講習所・水産試験場技師を経て、1942年（昭和17年）より九州帝国大学の教授となり、同大天草臨海実験所長、長崎大学教授、水産庁調査研究部長、津屋崎水産実験所長を兼任。その他、中央漁業調整審議会委員、日本学術会議会員などを歴任した。プランクトンの研究に従事し、国内の水産資源学の発展に尽力した。1938年（昭和13年）、「日本産短尾甲殻類ノ幼形ニ関スル研究」で農学博士。
1949年（昭和24年）5月31日、熊本県に昭和天皇の戦後巡幸が行われた際には、九州大学付属天草臨海実験所の所長を務めており、昭和天皇に無脊椎海棲動物標本の説明役を担った。